# Gouvernement Suárez III
 (janvier 2023).
Si vous disposez d'ouvrages ou d'articles de référence ou si vous connaissez des sites web de qualité traitant du thème abordé ici, merci de compléter l'article en donnant les références utiles à sa vérifiabilité et en les liant à la section « Notes et références ».
Royaume d'Espagne
Suárez II Calvo-Sotelo
Le gouvernement Suárez III (en espagnol : Tercer Gobierno Suárez) est le gouvernement du Royaume d'Espagne entre le 6 avril 1979 et le 27 février 1981, durant la première législature des Cortes Generales.

## Historique du mandat
Dirigé par le président du gouvernement social-libéral sortant Adolfo Suárez, ce gouvernement est constitué par l'Union du centre démocratique (UCD). Seule, elle dispose de 168 députés sur 350, soit 48 % des sièges du Congrès des députés, et 118 sénateurs sur 208, soit 56,7 % des sièges du Sénat. Il bénéficie du soutien sans participation de la Coalition démocratique (CD) et de partis régionalistes, qui disposent ensemble de 15 députés sur 350, soit 4,3 % des sièges du Congrès des députés.
Il est formé à la suite des élections législatives du 1er mars 1979.
Il succède donc au gouvernement Suárez II, également constitué de la seule UCD et bénéficiant de soutiens occasionnels des autres forces politiques.

### Formation
Au cours du scrutin, l'UCD confirme sa posture de premier parti espagnol et renforce sa place au Congrès, sans remporter la majorité absolue. Elle devance les socialistes de 799 000 voix, qui ne peuvent espérer former une majorité alternative. Au Sénat, la domination centriste se maintient. La CD connaît elle un net recul par rapport à l'AP, se trouvant largement distancée par le Parti communiste d'Espagne (PCE) et talonnée par les nationalistes régionaux catalans de Convergence et Union (CiU).
Le 30 mars, Suárez se présente au vote d'investiture. Il l'emporte dès le premier tour avec 183 voix pour, 149 voix contre et huit abstentions, soit sept suffrages de plus que la majorité constitutionnelle requise. Il bénéficie de l'appui de la Coalition démocratique, du Parti socialiste andalou - Parti andalou (PSA-PA), de l'Union du peuple navarrais (UPN) et du Parti aragonais régionaliste (PAR).
Il forme une semaine plus tard un gouvernement de 23 ministres, dont deux indépendants. La plupart des ministères régaliens changent de titulaire, Agustín Rodríguez Sahagún devenant le premier civil ministre de la Défense, tandis que le général de police Antonio Ibáñez Freire prend la direction du ministère de l'Intérieur. Les deux postes de vice-président sont conservés mais leurs titulaires ne sont plus chargés de la direction d'un département ministériel, et le ministre des Affaires étrangères Marcelino Oreja est reconduit. A noter que le nouveau ministre de l'Industrie Carlos Bustelo est le cousin du ministre pour les Affaires européennes Leopoldo Calvo-Sotelo.

### Évolution
Dès le 3 mai 1980, le président du gouvernement procède à un remaniement ministériel qui voit l'arrivée de Juan José Rosón en remplacement d'Ibáñez Freire et la création de deux nouveaux postes de ministre adjoint, placés directement sous l'autorité du chef de l'exécutif. 24 ministres composent désormais le gouvernement de la première législature. Moins d'un mois plus tard, le PSOE dépose une motion de censure contre Adolfo Suárez. Elle est rejetée le 30 mai par 166 voix contre, 152 pour et 21 abstentions. A cette occasion, seule l'UCD vote effectivement en défaveur du texte.
Un nouveau remaniement est orchestré cinq mois plus tard, le 9 septembre. Les artisans de la politique économique, le second vice-président Fernando Abril Martorell, le ministre de l'Économie José Luis Leal et le ministre du Commerce Luis Gámir sont alors remplacés. En conséquence, le président du gouvernement se soumet à un vote de confiance du Congrès des députés, qu'il remporte le 18 septembre par 180 voix pour, 164 contre et deux abstentions.
Fatigué par l'exercice du pouvoir et les divisions de sa majorité, Suárez annonce en janvier 1981 qu'il souhaite passer la main. Rodríguez Sahagún prend alors la présidence de l'UCD, tandis que le parti choisit le second vice-président Calvo-Sotelo pour reprendre la direction de l'exécutif.

### Succession
Le 20 février, Leopoldo Calvo-Sotelo se présente au vote d'investiture. Il échoue au premier tour de scrutin, avec 169 voix pour, 158 contre et 17 abstentions. Un second tour est donc convoqué le 23. Il est cependant interrompu par la tentative de coup d'État néo-franquiste du lieutenant-colonel Tejero, qui sera un échec, alors que seulement 84 députés ont voté. Lors du nouveau second tour organisé le 25 février, le candidat obtient l'investiture par 186 voix pour et 158 contre. Il constitue son équipe gouvernementale deux jours plus tard. Il établit en outre, jusqu'à la fin du gouvernement González I, le record de longévité d'un cabinet depuis la fin du franquisme.

## Composition

### Initiale (6 avril 1979)
- Les nouveaux ministres sont indiqués en gras, ceux ayant changé d'attribution en italique.

| Portefeuille | Titulaires | Titulaires                                                                             | Parti |
| --- | ---------- | -------------------------------------------------------------------------------------- | ----- |
| Président du gouvernement                                                                                                |            | Adolfo Suárez González                                                                 | UCD   |
| Premier vice-président du gouvernement                                                                                   |            | Manuel Gutiérrez Mellado                                                               | Sans  |
| Second vice-président du gouvernement                                                                                    |            | Fernando Abril Martorell                                                               | UCD   |
| Ministre des Affaires étrangères                                                                                         |            | Marcelino Oreja Aguirre                                                                | UCD   |
| Ministre de la Justice                                                                                                   |            | Íñigo Cavero Lataillade                                                                | UCD   |
| Ministre de la Défense                                                                                                   |            | Agustín Rodríguez Sahagún                                                              | UCD   |
| Ministre des Finances |            | Jaime Julián García Añoveros                                                           | UCD   |
| Ministre de l'Intérieur                                                                                                  |            | Antonio Ibáñez Freire                                                                  | Sans  |
| Ministre des Travaux publics et de l'Urbanisme                                                                           |            | Jesús Sancho Rof                                                                       | UCD   |
| Ministre de l'Éducation                                                                                                  |            | José Manuel Otero Novas                                                                | UCD   |
| Ministre du Travail |            | Rafael Calvo Ortega                                                                    | UCD   |
| Ministre de l'Industrie et de l'Énergie                                                                                  |            | Carlos Bustelo y García del Real                                                       | UCD   |
| Ministre de l'Agriculture                                                                                                |            | Jaime Lamo de Espinosa y Michels de Champourcin                                        | UCD   |
| Ministre du Commerce et du Tourisme                                                                                      |            | Juan Antonio García Díez                                                               | UCD   |
| Ministre de la Présidence                                                                                                |            | José Pedro Pérez-Llorca y Rodrigo                                                      | UCD   |
| Ministre de l'Économie                                                                                                   |            | José Luis Leal Maldonado                                                               | UCD   |
| Ministre des Transports et des Communications                                                                            |            | Salvador Sánchez-Terán Hernández                                                       | UCD   |
| Ministre de la Santé et de la Sécurité sociale                                                                           |            | Juan Rovira Tarazona                                                                   | UCD   |
| Ministre de la Culture                                                                                                   |            | Manuel Francisco Clavero Arévalo (jusqu'au 18/01/1980) Ricardo de la Cierva y de Hoces | UCD   |
| Ministre adjoint au président du gouvernement                                                                            |            | Joaquín Garrigues Walker                                                               | UCD   |
| Ministre pour les Relations avec les Communautés européennes                                                             |            | Leopoldo Calvo-Sotelo y Bustelo                                                        | UCD   |
| Ministre adjoint pour les Relations avec les Cortes Generales Ministre adjoint au président du gouvernement (18/01/1980) |            | Rafael Arias-Salgado y Montalvo                                                        | UCD   |
| Ministre de l'Administration territoriale                                                                                |            | Antonio Fontán Pérez                                                                   | UCD   |
| Ministre de l'Enseignement supérieur et de la Recherche                                                                  |            | Luis González Seara                                                                    | UCD   |

### Remaniement du3 mai 1980
- Les nouveaux ministres sont indiqués en gras, ceux ayant changé d'attribution en italique.

| Portefeuille                                                                         | Titulaires | Titulaires                                      | Parti |
| ------------------------------------------------------------------------------------ | ---------- | ----------------------------------------------- | ----- |
| Président du gouvernement                                                            |            | Adolfo Suárez González                          | UCD   |
| Premier vice-président du gouvernement                                               |            | Manuel Gutiérrez Mellado                        | Sans  |
| Second vice-président du gouvernement                                                |            | Fernando Abril Martorell                        | UCD   |
| Ministre des Affaires étrangères                                                     |            | Marcelino Oreja Aguirre                         | UCD   |
| Ministre de la Justice                                                               |            | Íñigo Cavero Lataillade                         | UCD   |
| Ministre de la Défense                                                               |            | Agustín Rodríguez Sahagún                       | UCD   |
| Ministre des Finances                                                                |            | Jaime Julián García Añoveros                    | UCD   |
| Ministre de l'Intérieur                                                              |            | Juan José Rosón Pérez                           | UCD   |
| Ministre des Travaux publics et de l'Urbanisme                                       |            | Jesús Sancho Rof                                | UCD   |
| Ministre de l'Éducation                                                              |            | José Manuel Otero Novas                         | UCD   |
| Ministre du Travail                                                                  |            | Salvador Sánchez-Terán Hernández                | UCD   |
| Ministre de l'Industrie et de l'Énergie                                              |            | Ignacio Bayón Mariné                            | UCD   |
| Ministre de l'Agriculture                                                            |            | Jaime Lamo de Espinosa y Michels de Champourcin | UCD   |
| Ministre du Commerce et du Tourisme                                                  |            | Luis Gámir Casares                              | UCD   |
| Ministre de la Présidence                                                            |            | Rafael Arias-Salgado y Montalvo                 | UCD   |
| Ministre de l'Économie                                                               |            | José Luis Leal Maldonado                        | UCD   |
| Ministre des Transports et des Communications                                        |            | José Luis Álvarez Álvarez                       | UCD   |
| Ministre de la Santé et de la Sécurité sociale                                       |            | Juan Rovira Tarazona                            | UCD   |
| Ministre de la Culture                                                               |            | Ricardo de la Cierva y de Hoces                 | UCD   |
| Ministre pour les Relations avec les Communautés européennes                         |            | Leopoldo Calvo-Sotelo y Bustelo                 | UCD   |
| Ministre de l'Administration territoriale                                            |            | José Pedro Pérez-Llorca y Rodrigo               | UCD   |
| Ministre de l'Enseignement supérieur et de la Recherche                              |            | Luis González Seara                             | UCD   |
| Ministre adjoint au président du gouvernement, chargé de l'Administration publique   |            | Sebastián Ricardo Martín-Retortillo y Baquer    | UCD   |
| Ministre adjoint au président du gouvernement, chargé de la Coordination législative |            | Juan Antonio Ortega y Díaz-Ambrona              | UCD   |

### Remaniement du9 septembre 1980
- Les nouveaux ministres sont indiqués en gras, ceux ayant changé d'attribution en italique.

| Portefeuille                                                                       | Titulaires | Titulaires                                      | Parti |
| ---------------------------------------------------------------------------------- | ---------- | ----------------------------------------------- | ----- |
| Président du gouvernement                                                          |            | Adolfo Suárez González                          | UCD   |
| Premier vice-président du gouvernement                                             |            | Manuel Gutiérrez Mellado                        | Sans  |
| Second vice-président du gouvernement                                              |            | Leopoldo Calvo-Sotelo y Bustelo                 | UCD   |
| Ministre des Affaires étrangères                                                   |            | José Pedro Pérez-Llorca y Rodrigo               | UCD   |
| Ministre de la Justice                                                             |            | Francisco José Fernández Ordóñez                | UCD   |
| Ministre de la Défense                                                             |            | Agustín Rodríguez Sahagún                       | UCD   |
| Ministre des Finances                                                              |            | Jaime Julián García Añoveros                    | UCD   |
| Ministre de l'Intérieur                                                            |            | Juan José Rosón Pérez                           | UCD   |
| Ministre des Travaux publics et de l'Urbanisme                                     |            | Jesús Sancho Rof                                | UCD   |
| Ministre de l'Éducation                                                            |            | Juan Antonio Ortega y Díaz-Ambrona              | UCD   |
| Ministre du Travail                                                                |            | Félix Manuel Pérez Miyares                      | UCD   |
| Ministre de l'Industrie et de l'Énergie                                            |            | Ignacio Bayón Mariné                            | UCD   |
| Ministre de l'Agriculture                                                          |            | Jaime Lamo de Espinosa y Michels de Champourcin | UCD   |
| Ministre de la Présidence                                                          |            | Rafael Arias-Salgado y Montalvo                 | UCD   |
| Ministre de l'Économie et du Commerce                                              |            | Juan Antonio García Díez                        | UCD   |
| Ministre des Transports et des Communications                                      |            | José Luis Álvarez Álvarez                       | UCD   |
| Ministre de la Santé et de la Sécurité sociale                                     |            | Alberto Carlos Oliart Saussol                   | UCD   |
| Ministre de la Culture                                                             |            | Íñigo Cavero Lataillade                         | UCD   |
| Ministre adjoint pour les Relations avec les Communautés européennes               |            | Eduard Punset i Casals                          | UCD   |
| Ministre de l'Administration territoriale                                          |            | Rodolfo Andrés Martín Villa                     | UCD   |
| Ministre adjoint au président du gouvernement                                      |            | Pío Cabanillas Gallas                           | UCD   |
| Ministre de l'Enseignement supérieur et de la Recherche                            |            | Luis González Seara                             | UCD   |
| Ministre adjoint au président du gouvernement, chargé de l'Administration publique |            | Sebastián Ricardo Martín-Retortillo y Baquer    | UCD   |